# Де Пьетро, Микеле
Микеле Де Пьетро (итал. Michele De Pietro; 26 февраля 1884 — 7 октября 1967) — итальянский юрист и политик, министр помилования и юстиции (1954).

## Биография
Получил высшее юридическое образование, занимался юридической практикой. В звании капитана пехоты участвовал в боевых действиях на Итальянском фронте Первой мировой войны (1915—1918 годы). Не принял установление фашистского режима, подвергался преследованиям и в 1942 году был арестован. Впоследствии участвовал в партизанском движении, вступил в Итальянскую либеральную партию. В 1945 году назначен в состав временного законодательного органа — Национального совещания (Consulta Nazionale). В 1946 году перешёл в Христианско-демократическую партию.
18 апреля 1948 года избран от Апулии в Сенат Италии первого созыва республиканского периода, 7 июня 1953 года переизбран в Сенат второго созыва и сохранял мандат до истечения срока полномочий в 1958 году.
Несколько недель, с 18 января по 10 февраля 1954 года, являлся министром помилования и юстиции в первом правительстве Фанфани.
2 июля 1959 года избран по квоте парламента в Высший совет магистратуры.
С 1958 по 1967 год возглавлял Национальный центр профилактики и социальной защиты.
Умер после нескольких месяцев болезни 7 октября 1967 года в своём доме в Лечче.